# Punto cubano
El punto cubano o punto guajiro – o simplemente punto – es un género cantado de música cubana y canaria. Ganó popularidad en las regiones occidentales y centrales de Cuba en el siglo XVII y se consolidó como género en el siglo XVIII, aunque sus orígenes radican en Andalucía y sobre todo en Canarias.
En el siglo XVI, conocido también como el Siglo de Oro español, surge la llamada décima espinela -vinculada al poeta malagueño Vicente Espinel-. Pero el punto surgió realmente cuando esta tradición escapó del papel y se hizo patrimonio de verseadores o repentistas que empezaron a improvisarlas. Cualquier tema era bueno para improvisar un buen punto cubano: sequías, la llegada de la carretera, habladurías, amoríos… de alguna manera, era el periódico oral del pueblo.
De Canarias tomó las coplas de cuartetos, la décima espinela y el laúd, de Cuba, fruto del encuentro entre emigrantes canarios y población local, tomó elementos musicales africanos. En cualquier caso, el punto cubano es un canto tan cubano como canario, de manera que el proceso de su nacimiento debe verse como un fenómeno de ida y vuelta. El mejor ejemplo de esta complicidad cubano-canaria es el poema sobre el hundimiento del Valbanera, un barco que viajaba de España a Cuba llevando entre otros españoles a muchos emigrantes canarios. Este suceso fue recreado en la siguiente décima:
"Septiembre, día memorable
de mil nueve diecinueve,
el público hoy se conmueve
en un caso irremediable.
La familias apreciables
de alta y de baja esfera
preguntan por donde quiera
todo el día sin cesar
si se sabe en qué lugar
ha parado el Valbanera." 
El punto es interpretado por un grupo de instrumentos de cuerda pulsada que incluye guitarra española, tres, laúd y tiple. El origen de su nombre proviene del uso de la púa para "puntear" o ejecutar melodías. También pueden intervenir tres instrumentos de percusión: la clave, el güiro y el guayo o rascador de metal. Los cantantes actúan como solistas o con dúos de "controversia", improvisando décimas. A medida que van cantando, van generando intervalos entre estrofas. Estos espacios que suelen ser llenados por descargas de virtuosismo por el laúd, da tiempo a los cantantes para componer los versos subsiguientes.
En el punto canario existen unos matices distintivos, sobre todo a nivel musical. En la isla de La Palma, por ejemplo, se han mantenido melodías más arcaicas y lentas, con interludios más largos. Además, el elemento rural es más marcado y mientras que en Cuba es frecuente el uso de figuras literarias, en las Islas Canarias la forma de expresarse es más llana y directa.
Las primeras composiciones se registraron por impreso, llegando a ser conocidas por los nombres de sus cantantes o compositores. Alrededor de 1935, el punto alcanzó su punto más álgido de difusión en la radio cubana. Mucho de ese material se perdió por la ausencia de medios grabación. No obstante, la estenógrafa Aida Bode, seguidora de este género, escribió muchos de esos versos a medida que eran transmitidos por la radio. En 1997, sus transcripciones fueron publicadas en forma de libro.
En las Islas Canarias el punto cubano pervive con especial importancia en la isla de La Palma en la que goza de gran importancia en las fiestas populares y es la isla del archipiélago que ha aportado más verseadores. En el Municipio de Tijarafe se celebra cada año el Festival de Punto Cubano de Tijarafe, en el que participan repentistas canarios y cubanos, e incluso se invita a improvisadores de otras regiones de América Latina con tradiciones similares. También cabe destacar la labor del improvisador Yapci Bienes, que junto al Cabildo desarrolla en la isla desde hace años una serie de talleres en centros educativos y casas de la cultura con el objetivo de preservar y difundir el punto cubano.
En el año 2017, el Punto Cubano fue declarado Patrimonio Cultural Inmaterial de la Humanidad por la UNESCO. Se reconoce este género musical como un elemento esencial del patrimonio cultural inmaterial, abierto a todos, que propicia el diálogo y expresa los sentimientos, conocimientos y valores de las comunidades que lo practican. Las técnicas y los conocimientos vinculados a este elemento cultural tradicional se transmiten de generación en generación, esencialmente por medio de la imitación. Esta declaración ha sido también muy sentida en La Palma y en especial en Tijarafe, donde los improvisadores y los decimistas canarios tienen su capital. Recientemente, se ha restaurado La Casa de la Décima en Tijarafe, declarada como Bien de Interés Cultural (BIC) y que será el futuro Museo de la Décima. Este antiguo edificio ha servido de punto de encuentro para poetas y verseadores de la isla, de Canarias e incluso de la otra orilla del Atlántico, contribuyendo, así, a la pervivencia y divulgación del Punto Cubano.

## Tipos de punto
- Punto pinareño (punto libre o vueltabajero): de la provincia occidental de Pinar del Río. Estilo libre con una línea melódica fluida, tempo lento y compás variable.

- Punto en clave (punto fijo: de las provincias de Camagüey y Las Villas. Estilo fijo con un cantante que mantiene el mismo tempo y compás.

- Punto espirituano: de la provincia de Sancti Spiritus.

- Punto matancero: de Matanzas.

- Punto seguidilla: "varias estrofas (décimas) cantadas sin interrupción en una melodía que puede desprenderse en cualquier momento de la canción."[14]
- Punto erótico trata sobre el tema sexual en personas jubiladas. Ejemplos:"con el machete en la mano"

## Intérpretes de punto cubano
Lista de intérpretes suficientemente notables para ser mencionados en medios impresos.
- Juan R. Limendoux
- Gregorio Morejón
- Ordóñez Santana
- Edelmira Vera
- Pedro de Armas
- Antonio Camino
- Justo Vega (Cabezas, 9 de agosto de 1900 – La Habana 31 de enero de 1993)
- José Sánchez León (n. San Antonio de los Baños, 1899)
- Pedro Guerra (n. La Salud)
- Fortún del Sol, Colorín, (n. Cienfuegos)
- Chanito Isidrón (Calabazar de Sagua, 1903 – La Habana, 22 de febrero de 1987)
- Rigoberto Rizo (Madruga, 1907)
- Adolfo Alfonso
- Martica Morejón (n. 21 de junio de 1942)
- Ángel Valiente, Angelito, (San Antonio de los Baños, 28 de febrero de 1916 – 21 de enero de 1987)
- Jesús Orta Ruiz, Indio Naborí
- El Jilguero de Cienfuegos
- José Marichal. "El Sinsonte de Govea.(Guira de Melena)
- Luis Gómez
- Nazario Segura
- Omar Mirabal
- Jesús Rodríguez
- Juan Antonio Díaz Pérez
- Luis Quintana
- Francisco Reyes "El Cacique Jaruqueno", (Jaruco, Cuba, 24 de julio de 1917–Miami, Florida, abril de 1978).
- Yapci Bienes
- José María
- Gregorio
- Don Pancho
- Los Verseadores (Eremiot Rodríguez, Baldomero Lorenzo, Severo, Sabino Rodríguez y Manuel)
- Bernardo y Nieves, de Mazo
- Lalo, de Fuencaliente
- Godo y Adrián, de Puntagorda
- Severo Martín, de Garafía
- Rodolfo, de Breña Alta